# Dastardly and Muttley in their Flying Machines
Dastardly and Muttley in their Flying Machines (El escuadrón diabólico, Pierre Nodoyuna y su escuadrón diabólico o Las aventuras de Pierre Nodoyuna y Patán en sus máquinas voladoras en español) fue una serie de animación ambientada en las aventuras de la aviación de la Primera Guerra Mundial pero protagonizada por Pierre Nodoyuna, el villano de la serie Los autos locos (posiblemente una precuela a dicha serie), creada por la productora estadounidense Hanna-Barbera y que fue emitida por vez primera el 13 de septiembre de 1969 en la cadena de televisión CBS. La serie a su vez tenía formato de show y contenía diversas secciones como las Bromas aladas (Wing Dings) y Patán el Magnífico (Magnificent Muttley), en las que Patán soñaba ser el héroe de sus aventuras. La sección Bromas Aladas también pasó a llamarse Chistes al vuelo. Es una referencia de la película de 1965 Los intrépidos y sus máquinas voladoras.

## Personajes
- Pierre Nodoyuna (Dick Dastardly en inglés) es un excelente piloto de su escuadrón y el protagonista principal de la serie. Las cruces voladoras aluden a los míticos pilotos alemanes de la Primera Guerra Mundial. Tiene por misión la de atrapar y acabar con el escurridizo palomo mensajero que entrega los mensajes al enemigo. El apellido Dastardly, en español significa Cruel o Ruin, y el apellido Nodoyuna es un guiño a la frase "No doy ni una".

- Patán  (Muttley en inglés) es el perro compañero de Pierre. Copiloto de su biplano. Patán es sarcástico y disfruta cuando a su jefe le ocurren desgracias y entonces se ríe de él con sorna y regocijo. Por el contrario reniega entre dientes de su jefe en cuanto éste le regaña y dice ''Patán, haz algo''. Su risa es muy parecida a la risa asmática de Lindo Pulgoso. Le gusta que le den medallas, a cambio de salvarle su vida, puede usar su cola como una hélice para volar.

- Tontín (Zilly): un absoluto inepto por su cobardía que siempre huye como cobarde. Siempre vive temblando y esconde la cabeza en su traje.

- Tontón (Klunk): un aviador al que no se le entiende nada de lo que dice y que por ello, crea más de un error, y el único que le entiende es Tontín.

- El Palomo Mensajero (Yankee Doodle Pigeon)

## Voces originales
- Pierre Nodoyuna: Paul Winchell
- Patán: Don Messick
- Tontín: Don Messick
- Tontón: Don Messick
- The General: Paul Winchell

## Doblaje hispanoamericano
- Pierre Nodoyuna: Julio Lucena (doblaje original) / Víctor Hugo Aguilar (redoblaje)
- Patán: José Manuel Rosano (doblaje original) / Antonio Gálvez (redoblaje)
- Tontín: José Manuel Rosano (doblaje original) / Gustavo Melgarejo (redoblaje)
- Tontón: Sergio Barrios (doblaje original) / Federico Hulverson (redoblaje)
- Narración: José Manuel Rosano (doblaje original) / Ulises Maynardo Zavala (redoblaje)
- Insertos: José Manuel Rosano (doblaje original) / Víctor Hugo Aguilar (redoblaje)

## Episodios
| Fecha                    | Show | El Escuadrón Diabólico            | Chistes al vuelo                                                                                               | Patán el Magnífico | Notas                                                           |
| ------------------------ | ---- | --------------------------------- | --- | --- | --------------------------------------------------------------- |
| 13 de septiembre de 1969 | 1.1  | Sigan a esa pluma                 | Sopa Caliente (Hot Soup)                                                                                       | Nuevos cuentos viejos |                                                                 |
| 20 de septiembre de 1969 | 1.2  | Operación Yunque                  | El Baile de la granja (Barn Dance)                                                                             | Patán a bordo (Muttley on the Bounty) Mientras friega el suelo Patán sueña que es Flecher Christian de la H.M.S.Bounty y que Pierre Nodoyuna es el Capitán Bligh.                        |                                                                 |
| 27 de septiembre de 1969 | 1.3  | Permiso emplumado                 | Barbero (Barber)                                                                                               | El Gran Pataninni (Marvelous Muttdini) Patán sueña que es un artista del escapismo |                                                                 |
| 27 de septiembre de 1969 | 1.4  | Inteligencia en el aire           | Hangar vacío (Empty Hanger)                                                                                    | |                                                                 |
| 4 de octubre de 1969     | 1.5  | Infeliz Cumpleaños                | Lavado de la hélice ( Prop Wash)                                                                               | Mal Actor (Bad Actor) Patán sueña que es un director que dirige al horrible actor Pierre Nodoyuna                                                                                        |                                                                 |
| 4 de octubre de 1969     | 1.6  | Franca crisis de aeroplanos       | Alfombra (Carpet)                                                                                              | |                                                                 |
| 11 de octubre de 1969    | 1.7  | ¡Atrapen al Palomo!               | Arnold ( Arnold)                                                                                               | Pierre más alto ( (The greath topper) Patán sueña que es una gran estrella del circo pero su rival, Pierre Nodoyuna quiere sabotear su actuación.                                        | !Detengan a esa Paloma¡, es la frase más recurrente de la serie |
| 11 de octubre de 1969    | 1.8  | Campaña en la campiña             | Helado de Piña (Pineapple Sundae)                                                                              | |                                                                 |
| 18 de octubre de 1969    | 1.9  | Entrenar o renunciar              | La nueva mascota (The New Mascot)                                                                              | Patán el Enmascarado (The Masked Muttley) Patán sueña que es un héroe enmascarado del oeste que desbarata el robo del banco del forajido Pierre Nodoyuna                                 |                                                                 |
| 18 de octubre de 1969    | 1.10 | El increíble Tontín               | Trabajo con petróleo (Grease Job)                                                                              | |                                                                 |
| 25 de octubre de 1969    | 1.11 | La patrulla Cucú                  | Robot (Robot)                                                                                                  | Doble de película (Movie Stuntman) Mientras pinta el astil de una bandera Patán sueña que es el especialista de una película del Director Darryll O´.                                    |                                                                 |
| 25 de octubre de 1969    | 1.12 | Palomo suizo                      | Puerta automática (Automatic Door)                                                                             | |                                                                 |
| 1 de noviembre de 1969   | 1.13 | Atrapen al Águila                 | Correo Aéreo (Airmail) una parvada de patos estorban al Escuadrón Diabólico en su misión de atrapar al palomo. | Patán Boone (Coonskin Caper): Patán sueña que es Daniel Boone y que Pierre Nodoyuna es un indio que ha raptado a su chica.                                                               |                                                                 |
| 1 de noviembre de 1969   | 1.14 | Pilotos de plagas                 | (Runaway Stripe)                                                                                               | |                                                                 |
| 8 de noviembre de 1969   | 1.15 | Caballeros en el aire             | Lectura profunda (Deep Reading)                                                                                | Tesoro sin par (the Aquanuts) Patán sueña que es un búscador de tesoros submarinos; que ha encontrado uno y que Pierre Nodoyuna se lo ha robado.                                         |                                                                 |
| 8 de noviembre de 1969   | 1.16 | Cerebros sin combustible          | Juego de almejas (Shell Game)                                                                                  | |                                                                 |
| 15 de noviembre de 1969  | 1.17 | Cámara inoportuna                 | Carga sutil (Slightly Loaded)                                                                                  | Patán Da Vinci (Leornado Da Muttley): Patán sueña que es Leonardo Da Vinci y que construye la primera máquina voladora.                                                                  |                                                                 |
| 15 de noviembre de 1969  | 1.18 | Los malos de la película más mala | Tiempo primaveral ( Spring Time)                                                                               | |                                                                 |
| 22 de noviembre de 1969  | 1.19 | Hogar, dulce Palomo               | Vida de perros (Dog's Life)                                                                                    | Enciendan motores (Start Your Engines): Patán sueña que compite con el piloto de carreras Barney Oldfield                                                                                |                                                                 |
| 22 de noviembre de 1969  | 1.20 | Trampa vacacional                 | Extraño equipo (Strange Equipment)                                                                             | |                                                                 |
| 29 de noviembre de 1969  | 1.21 | Intento cero cero                 | El ascensor (The Elevator)                                                                                     | Patán a la vista (Ships Ahooy) Patán sueña que fue el primero en atravesar el canal de la mancha a nado.                                                                                 |                                                                 |
| 29 de noviembre de 1969  | 1.22 | Atrapen a cualquier palomo        | Escuela de obediencia ( Obedience School)                                                                      | |                                                                 |
| 6 de diciembre de 1969   | 1.23 | Operación cerebro de pájaro       | Paracaídas (Parachute)                                                                                         | Almirante perruno (Admiral Bird Dog) Patán sueña que es el Admirante Bird que intenta ser el primero en llegar al Polo Norte. Mientras que Pierre Nodoyuna intenta arrebatarle el logro. |                                                                 |
| 6 de diciembre de 1969   | 1.24 | ¿Quién es Quién?                  | (Real Snapper)                                                                                                 | |                                                                 |
| 13 de diciembre de 1969  | 1.25 | Hora del sur, Palomo              | Susto rápido (Fast Frieght)                                                                                    | Profesor Patán (Professor Muttley) Patán sueña que es un gran inventor pero que todos sus grandes inventos son copiados por Pierre Nodoyuna.                                             |                                                                 |
| 13 de diciembre de 1969  | 1.26 | Ladrón de medallas                | (Home Run) | |                                                                 |
| 20 de diciembre de 1969  | 1.27 | Pierre en las rocas               | Boliche (Bowling Pin)                                                                                          | Patán de la jungla (Wild Mutt Muttey) Patán sueña que es el señor de la selva. |                                                                 |
| 20 de diciembre de 1969  | 1.28 | Ideas al pormayor                 | Trabajo de locos (Shrink Job)                                                                                  | |                                                                 |
| 27 de diciembre de 1969  | 1.29 | Adivino con mal tino              | El limpiaventanas ( The Window Washer)                                                                         | |                                                                 |
| 27 de diciembre de 1969  | 1.30 | Camuflage diabólico               | Vendaval playero (Beach Blast)                                                                                 | |                                                                 |
| 3 de enero de 1970       | 1.31 | No hay avión, no hay viaje        | Eco (Echo) | CosmoPatán (AstroMutt) Patán sueña que es un héroe espacial. Pero de otro planeta llega Pierre Nodoyuna que planea su muerte                                                             |                                                                 |
| 3 de enero de 1970       | 1.32 | Molinos de tontos                 | Creando la lluvia (Rainmaker)                                                                                  | |                                                                 |
| 10 de enero de 1970      | 1.33 | Feliz cumpleaves                  | Repasos (Mop Up)                                                                                               | SuperPatán (SuperMuttley) : Patán sueña que es un super Héroe |                                                                 |
| 10 de enero de 1970      | 1.34 | Hablemos de rescates              | Quedar colgado (Left Hanging)                                                                                  | |                                                                 |
|                          | 1.35 |                                   | Duro de romper (Tough Break )                                                                                  | |                                                                 |
|                          | 1.36 |                                   | El árbol de los helados ( The Ice Cream Tree)                                                                  | |                                                                 |
|                          | 1.37 |                                   | Boxeando ( Boxing)                                                                                             | |                                                                 |
| (1970)                   | 1.38 |                                   | Liarse la manta a la cabeza (Runaway Rug)                                                                      | |                                                                 |

### Curiosidades
- En ocasiones aparecía el Súper Perrari de la serie Los autos locos, generalmente en las secciones "Bromas Aladas" y "Patán, el magnífico".
- Pierre Nodoyuna y Patán participarían posteriormente en la Búsqueda del Tesoro de Yogui.
- En el redoblaje latino en la década de los 2000, la serie se renombró "Las aventuras de Pierre Nodoyuna y Patán en sus máquinas voladoras", cambiando también el nombre de la sección "Bromas Aladas" por "Chistes al Vuelo". Solo "Patán, el magnífico" permaneció con el mismo nombre.